# Bad English
Bad English fue una banda de hard rock británico-estadounidense formado en 1988 en Los Ángeles, California, tras la separación transitoria de la banda Journey y del grupo inglés The Babys, aunque su periodo de actividad, fue muy corto. 
La banda estuvo compuesta por John Waite (Voz), Ricky Phillips (Bajo), Neal Schon (Guitarra), Deen Castronovo (Batería) y Jonathan Cain (Teclados) 
Bad English es especialmente recordado por dos grandes baladas: su éxito de 1989, "When I See You Smile", que alcanzó el número 1 en el Billboard Hot 100, y su Top 10 de 1990, "Price of Love", ambos contenidos en su álbum debut Bad English. 
El cantante, John Waite, también llevó una exitosa carrera como solista en los 80.

## Historia
El nombre de la banda remite a una anécdota de cuando el grupo estaba jugando al billar. Ante un tiro mal ejecutado de John Waite, su compañero, Jonathan Cain, hizo referencia a lo malo que era su "inglés" (terminología propia del juego refiriéndose al efecto que se da a la bola blanca), tirando por tierra la leyenda que cuenta que el nombre remite al mal inglés usado en la escritura del nombre de la banda anterior de Cain y Waite: The Babys y la evidente mal escritura de la palabra en inglés (la forma correcta sería "The Babies").
Después de la separación transitoria del exitoso grupo Journey, Neal Schon y Jonathan Cain se unen con John Waite y Ricky Philips, excompañeros de Cain en The Babys y reclutan al baterista de sesión Dean Castronovo para grabar lo que sería su primer disco "Bad English" de 1989.
Su primer trabajo fue un rotundo éxito en la escena del rock de finales de los ochenta; especialmente con el tema "When I See You Smile", compuesto por la multipremiada autora pop Diane Warren el cual llegó al número 1 del hot 100 de la revista Billboard y "Price Of Love" llegando al número 5.
Lamentablemente, la banda decidió su separación durante la mezcla de lo que sería su segundo disco "Backlash" del cual se extraerían los temas "Straight To Your Heart", el único tema que entraría al top 100 de Billboard llegando al número 42, luego "The Time Alone With You" y "Time Stood Still", los cuales, ante la falta de promoción, no ingresaron en las listas de difusión.
Se puede encontrar una colección llamada "Lost Tapes (1989-1991)", con rarezas del grupo. 
Durante el tiempo que estuvo en activo la banda gozó de una gran popularidad, basando su música en el rock duro y el AOR, pero la lucha de egos hizo imposible la convivencia.
Tiempo después John Waite confesaría que no le satisfacía del todo tocar en una banda con formato de "rock de estadio", ya que no lo convencía esa imagen de rock corporativo que daba la banda.
Tras finalizar el proyecto, Neal Schon (guitarra) y Jonathan Cain (Teclista) regresaron a Journey llevándose consigo a Dean Castronovo (Batería). Actualmente Journey se encuentra de gira con su nuevo cantante Arnel Pineda mientras que Ricky Philipps (Bajista) y John Waite (Vocalista) continuarían con sus respectivas carreras como solistas.
De momento no hay esperanzas de reunión de Bad English.

## Músicos
- John Waite (Voz)
- Neal Schon (Guitarra)
- Jonathan Cain (Teclados)
- Ricky Phillips (Bajo)
- Deen Castronovo (Batería)

## Discografía

### Álbumes de estudio
| 1989                               | Bad English - Discográfica: Epic Records | 21 | 74 | 12 | 39 | —  | - Certificación de Canadá: Oro |
| 1991                               | Backlash - Discográfica: Epic Records    | 72 | 64 | —  | 21 | 30 |                                |
| "—" denota que no entró en listas. |                                          |    |    |    |    |    |                                |

### Recopilaciones
| Año  | Detalles del Álbum                     |
| ---- | -------------------------------------- |
| 2003 | Greatest Hits - Discográfica: Sony BMG |

### Sencillos
| Año                                | Sencillo                    | Posiciones en listas | Posiciones en listas | Posiciones en listas | Posiciones en listas | Posiciones en listas | RIAA | Álbum       |
| Año                                | Sencillo                    | EE. UU.              | EE. UU. Main         | EE. UU. AC           | R.U.                 | AUS                  | RIAA | Álbum       |
| ---------------------------------- | --------------------------- | -------------------- | -------------------- | -------------------- | -------------------- | -------------------- | ---- | ----------- |
| 1989                               | "Forget Me Not"             | 45                   | 2                    | —                    | —                    | —                    | —    | Bad English |
| 1989                               | "When I See You Smile"      | 1                    | 10                   | 11                   | 61                   | 4                    | Oro  | Bad English |
| 1990                               | "Price of Love"             | 5                    | 30                   | —                    | 80                   | 44                   | —    | Bad English |
| 1990                               | "Heaven Is a 4 Letter Word" | 66                   | 12                   | —                    | —                    | —                    | —    | Bad English |
| 1990                               | "Possession"                | 21                   | —                    | —                    | —                    | —                    | —    | Bad English |
| 1991                               | "Straight to Your Heart"    | 42                   | 9                    | —                    | —                    | —                    | —    | Backlash    |
| "—" denota que no entró en listas. |                             |                      |                      |                      |                      |                      |      |             |